# Fäktning vid olympiska sommarspelen 1900
Vid olympiska sommarspelen 1900 avgjordes sju grenar i fäktning och hölls mellan 14 maj och 27 juni 1900 på Jardin des Tuileries. Antalet deltagare var 276 tävlande från 19 länder.

## Medaljfördelning
| Medaljfördelning |           |      |        |       |        |
| Placering        | Nation    | Guld | Silver | Brons | Totalt |
| 1                | Frankrike | 5    | 5      | 5     | 15     |
| 2                | Italien   | 1    | 1      | 0     | 2      |
| 2                | Kuba      | 1    | 1      | 0     | 2      |
| 4                | Österrike | 0    | 0      | 2     | 2      |

## Medaljörer

### Herrar
| Gren                                           | Guld                              | Silver                           | Brons                                |
| Värja Detaljer...                              | Ramón Fonst · Kuba                | Louis Perrée · Frankrike         | Léon Sée · Frankrike                 |
| Värja för fäktmästare Detaljer...              | Albert Robert Ayat · Frankrike    | Émile Bougnol · Frankrike        | Henri Laurent · Frankrike            |
| Värja för fäktmästare och amatörer Detaljer... | Albert Robert Ayat · Frankrike    | Ramón Fonst · Kuba               | Léon Sée · Frankrike                 |
| Florett Detaljer...                            | Émile Coste · Frankrike           | Henri Masson · Frankrike         | Marcel Jacques Boulenger · Frankrike |
| Florett för fäktmästare Detaljer...            | Lucien Mérignac · Frankrike       | Alphonse Kirchhoffer · Frankrike | Jean-Baptiste Mimiague · Frankrike   |
| Sabel Detaljer...                              | Georges de la Falaise · Frankrike | Léon Thiébaut · Frankrike        | Siegfried Flesch · Österrike         |
| Sabel för fäktmästare Detaljer...              | Antonio Conte · Italien           | Italo Santelli · Italien         | Milan Neralić · Österrike            |

## Deltagande nationer
Totalt deltog 276 fäktare från 19 länder vid de olympiska spelen 1900 i Paris. Deltagandet av tre av dessa länder erkänns inte av IOK.
| | |                                                                                          |
| - Argentina (1) - Belgien (5) - Danmark (1) - Frankrike (223) - Haiti (2) - deltagandet inte erkänt av IOK - Italien (12) - Kuba (1) | - Nederländerna (1) - Persien (1) - deltagandet inte erkänt av IOK - Peru (1) - deltagandet inte erkänt av IOK - Ryssland (3) - Schweiz (3) - Spanien (1) | - Storbritannien (1) - Sverige (1) - Tyskland (2) - Ungern (7) - USA (2) - Österrike (9) |